# Il dominatore dei 7 mari
Il dominatore dei 7 mari é um filme italiano de 1962,  dos gêneros aventura e ficção histórica, dirigido por Primo Zeglio e Rudolph Maté, roteirizado por Filippo Sanjuste musicado por Franco Mannino.

## Sinopse
Inglaterra, 1577, o corsário Francis Drake, realiza a circunavegação do mundo e combate os inimigos de Elizabeth I da Inglaterra.

## Elenco
- Rod Taylor ....... Sir Francis Drake
- Keith Michell ....... Malcolm Marsh
- Edy Vessel ....... Arabella Ducleau
- Irene Worth ....... rainha Elizabeth 1.ª
- Terence Hill ....... Babington (como Mario Girotti)
- Basil Dignam ....... Sir Francis Walsingham
- Anthony Dawson ....... Lord Burleigh
- Gianni Cajafa .......  Tom Moon
- Irene Worth ....... rainha Elizabeth 1.ª
- Arturo Dominici ....... Don Bernardino de Mendoza, o embaixador espanhol
- Marco Guglielmi ....... Fletcher
- Esmeralda Ruspoli ....... Maria da Escócia
- Rossella D'Aquino
- Umberto Raho ....... Rei Filipe, da Espanha
- Aldo Bufi Landi ....... Vigeois